# 暴风雨中一羽毛：动乱中失去的童年
《暴風雨中一羽毛：動亂中失去的童年》是美籍华裔作家巫一毛在2006年撰写的一本回忆录，主要讲述其童年及青少年时期的经历。

## 背景
在中国，“文化大革命”以及“反右运动”属于所谓的敏感题材，有关的研究以及研究成果的出版受到中国共产党宣传部门的严密控制。巫一毛认为，在这种大背景之下，保存历史纪录是非常重要的，而这也是她写这本书的初衷之一。